# Liste der Biografien/Stas
Liste der Biografien |
Portal Biografien |
Personensuche
# |
A |
B |
C |
D |
E |
F |
G |
H |
I |
J |
K |
L |
M |
N |
O |
P |
Q |
R |
S |
T |
U |
V |
W |
X |
Y |
Z |
?
 
Sa |
Sb |
Sc |
Sd |
Se |
Sf |
Sg |
Sh |
Si |
Sj |
Sk |
Sl |
Sm |
Sn |
So |
Sp |
Sq |
Sr |
Ss |
St |
Su |
Sv |
Sw |
Sy |
Sz
 
Sta |
Ste |
Sth |
Sti |
Stj |
Stl |
Sto |
Str |
Sts |
Stt |
Stu |
Stv |
Stw |
Sty
 
Staa |
Stab |
Stac |
Stad |
Stae |
Staf |
Stag |
Stah |
Stai |
Staj |
Stak |
Stal |
Stam |
Stan |
Stap |
Star |
Stas |
Stat |
Stau |
Stav |
Staw |
Stax |
Stay |
Staz
Die Liste der Biografien führt alle Personen auf, die in der deutschsprachigen Wikipedia einen Artikel haben. Dieses ist eine Teilliste mit 102 Einträgen von Personen, deren Namen mit den Buchstaben „Stas“ beginnt.

## Stas
- Stas, Andrej (* 1988), belarussischer Eishockeyspieler
- Stas, Jacques (* 1969), belgischer Basketballspieler und -trainer
- Stas, Jean Servais (1813–1891), belgischer Chemiker
- Stas, Sjarhej (* 1974), belarussischer Eishockeyspieler

### Stasa
- Stasandros, Satrap von Areia und Drangiana
- Stasanor, Feldherr Alexanders des Großen, Satrap von Areia-Drangiana und Baktrien-Sogdien

### Stasc
- Stasch, Katharina (* 1973), deutsche DiplomatinKatharina Stasch (* 1973)

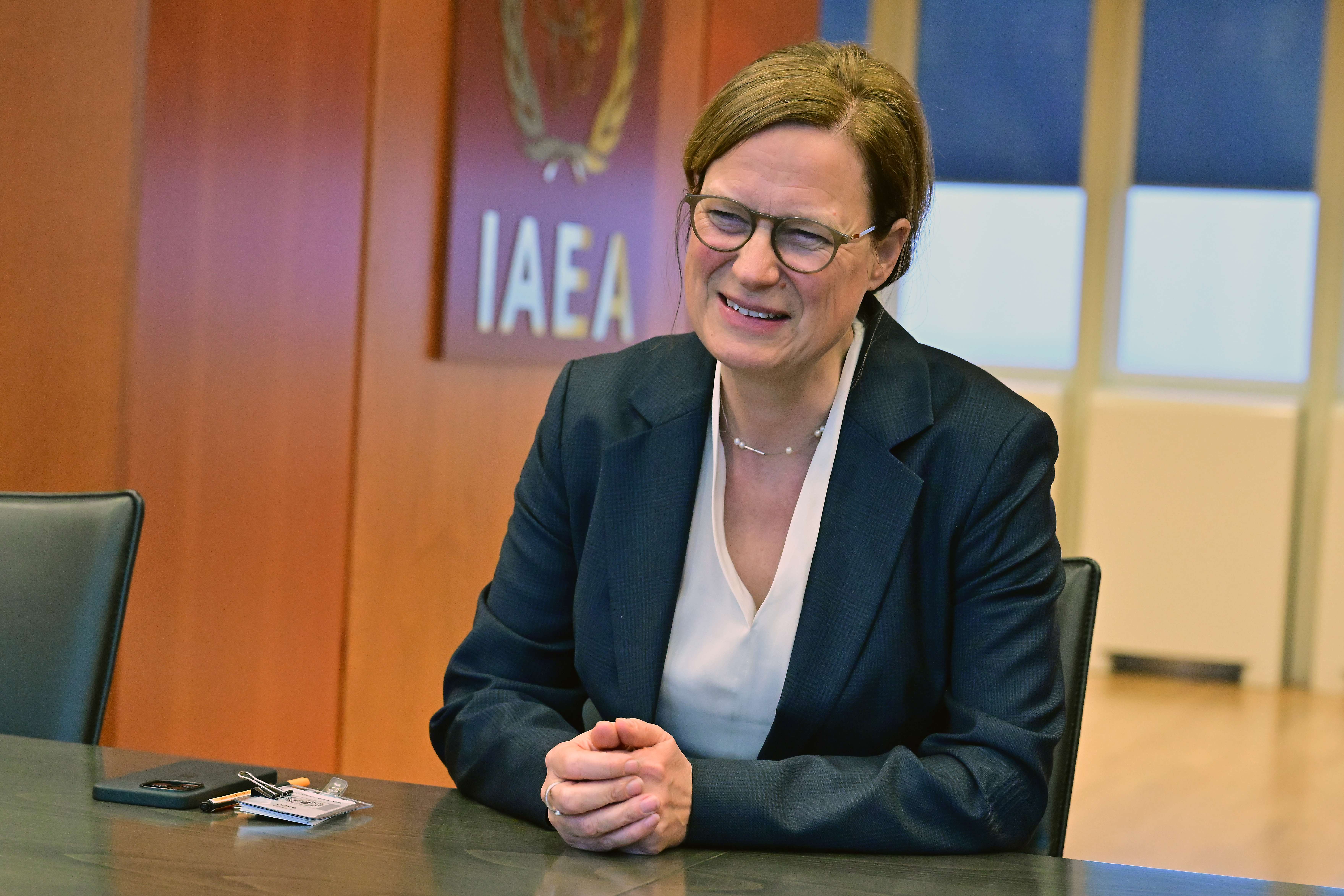
Katharina Stasch (* 1973)

- Stasch, Wilhelm (1911–1989), deutscher Boxer
- Stasche, Joachim (* 1950), deutscher Eishockeyspieler, DDR-Eishockeynationalspieler
- Stasche, Norbert (* 1953), deutscher Mediziner und Hochschullehrer
- Staschewski, Jochen (* 1968), deutscher Politiker (SPD), Staatssekretär in Thüringen
- Staschewskyj, Stanislaw (* 1943), ukrainischer Politiker, Stellvertretender Ministerpräsident der Ukraine
- Staschinski, Bogdan Nikolajewitsch (* 1931), sowjetischer KGB-Agent und Attentäter
- Staschkewitsch, Wladimir Petrowitsch (* 1930), sowjetischer Ringer
- Staschus-Floeß, Paula (1878–1955), deutsche Malerin des Impressionismus

### Stase
- Stašek, Antal (1843–1931), tschechischer Rechtsanwalt und Schriftsteller
- Staševičius, Jurgis (* 1958), litauischer Politiker
- Stasevska, Dalia (* 1984), finnische Dirigentin und Geigerin
- Stasey, Caitlin (* 1990), australische SchauspielerinCaitlin Stasey (* 1990)

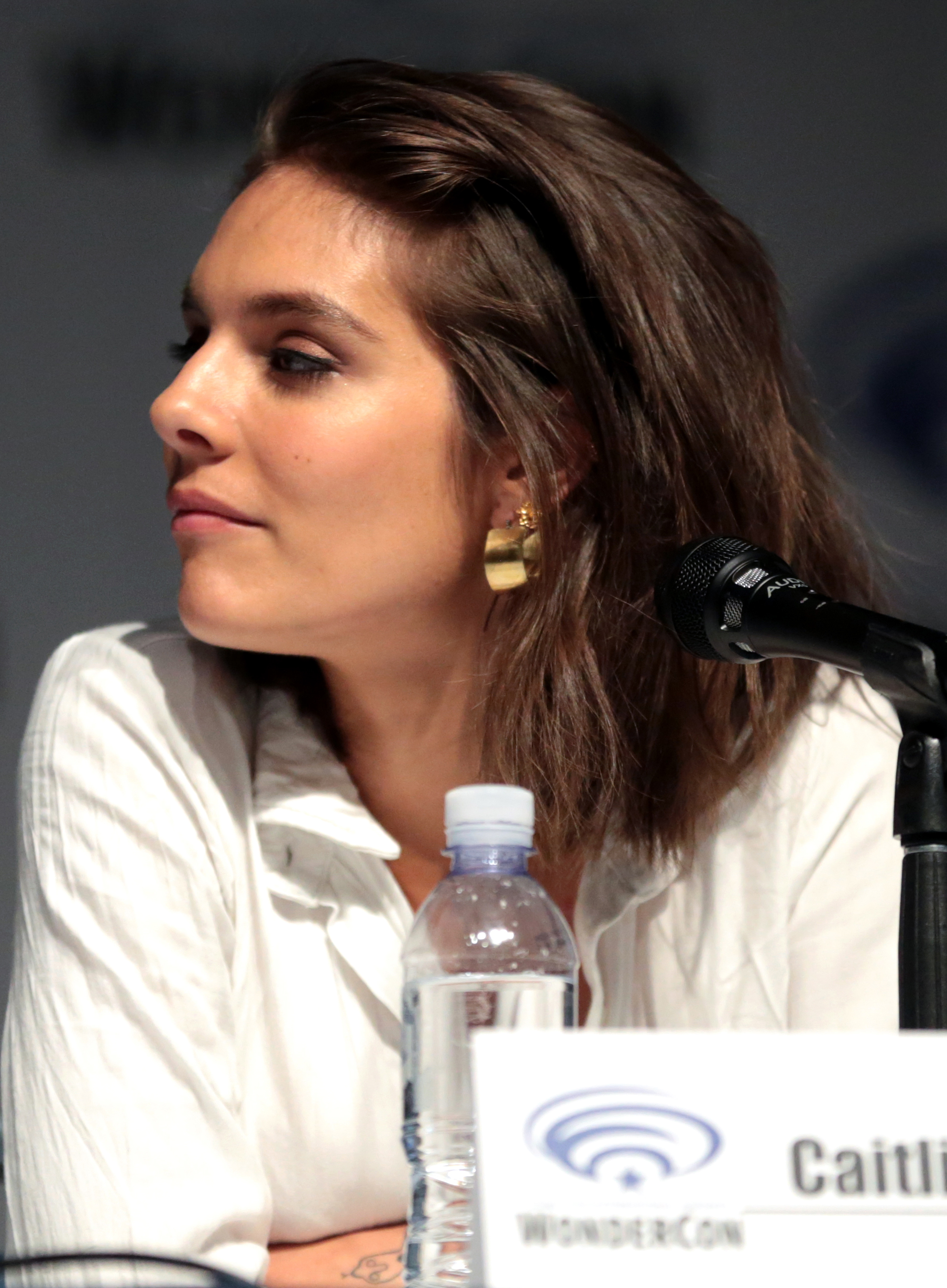
Caitlin Stasey (* 1990)

### Stash
- Stasheff, Christopher (1944–2018), amerikanischer Science-Fiction- und Fantasy-Autor
- Stasheff, James D. (* 1936), US-amerikanischer Mathematiker
- Stashwick, Todd (* 1968), US-amerikanischer Schauspieler

### Stasi
- Stasi, Bernard (1930–2011), französischer Politiker (CDS, UDF), Mitglied der Nationalversammlung, MdEP
- Stasiak, Alek, kanadischer Pokerspieler
- Stasiak, François (1936–2013), französischer Fußballspieler
- Stasiak, Kurt (* 1952), US-amerikanischer Erzabt und Theologiedozent
- Stasiak, Małgorzata (* 1988), polnische Handballspielerin
- Stasiak, Shawn (* 1970), kanadisch-amerikanischer Wrestler
- Stasiak, Stan (1937–1997), kanadischer Wrestler
- Stasiak, Władysław (1966–2010), polnischer Politiker, Mitglied des Sejm
- Stasias, altgriechischer Bildhauer
- Stasiewski, Bernhard (1905–1995), deutscher Theologe und Historiker
- Stasinopoulos, Michail (1903–2002), griechischer Jurist und Politiker, Präsident (1974–1975)
- Stasinos, Dichter der griechischen Antike
- Stašinskas, Vladas (1874–1944), litauischer Politiker und Rechtsanwalt
- Stašinskas, Vytautas (1906–1967), litauischer Fußballspieler und Diplomat
- Stasiškis, Antanas Napoleonas (1933–2016), litauischer Politiker
- Stasiuk, Andrzej (* 1960), polnischer Autor, Journalist und LiteraturkritikerAndrzej Stasiuk (* 1960)

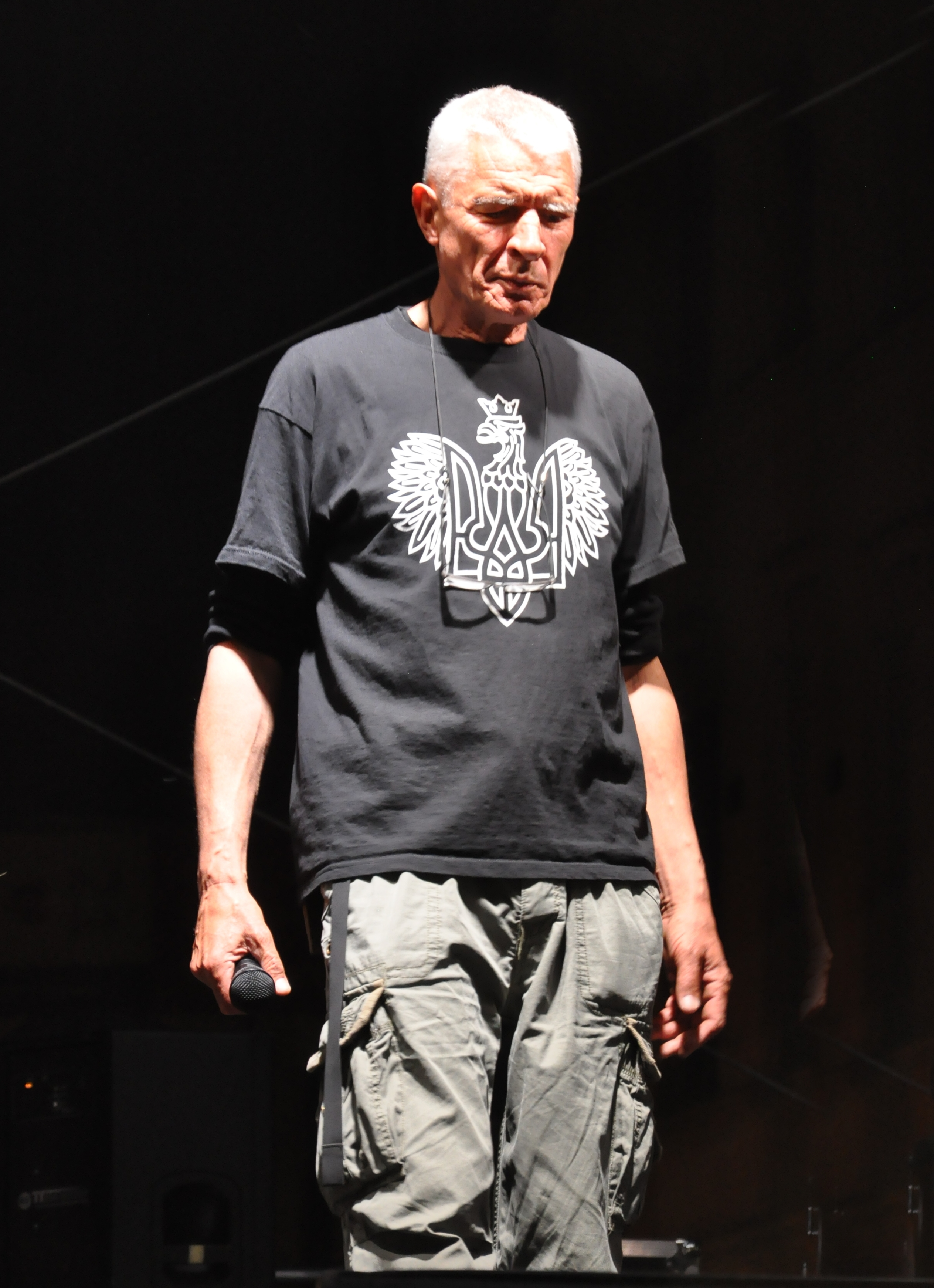
Andrzej Stasiuk (* 1960)

- Stasiuk, Peter (1943–2025), kanadischer Bischof der Ukrainischen Griechisch-katholischen Kirche
- Stasiuk, Vic (1929–2023), kanadischer Eishockeyspieler und -trainer
- Stasiukonis, Jonas (1906–1973), litauischer Fußballspieler
- Stasiukynas, Algimantas Vladas (1944–2023), litauischer Politiker, Manager in der litauischen Energiewirtschaft
- Stasiulevičius, Alfredas Henrikas (* 1937), litauischer Politiker, Mitglied des Seimas
- Stasiulienė, Nerija (* 1972), litauische Politikerin, stellvertretende Gesundheitsministerin
- Stasium, Ed, US-amerikanischer Musikproduzent, Tontechniker und Multiinstrumentalist
- Stasiūnaitė, Vida (* 1953), litauische Politikerin (Seimas)

### Stasj
- Stasjuk, Mykola (1885–1943), ukrainischer Politiker

### Stask
- Staska, Kurt (* 1959), österreichischer Kommunalpolitiker (ÖVP)
- Staškevičius, Ignas (* 1970), litauischer Unternehmer
- Stašková, Alice (* 1972), tschechische Literaturwissenschaftlerin
- Stašková, Andrea (* 2000), tschechische Fußballspielerin
- Staskowiak, Aline (* 1976), deutsche Schauspielerin

### Staso
- Stašová, Simona (* 1955), tschechische FilmschauspielerinSimona Stašová (* 1955)

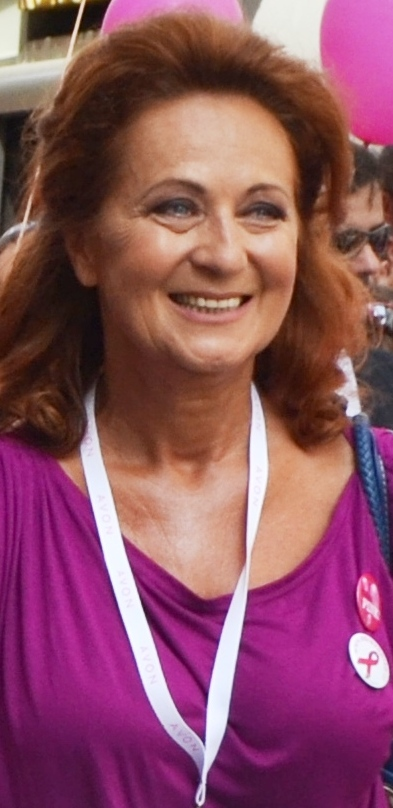
Simona Stašová (* 1955)

### Stass
- Stass, Herbert (1919–1999), deutscher Schauspieler und Synchronsprecher
- Stassart, Goswin de (1780–1854), niederländisch-belgischer Politiker
- Stasse, Pierre (1912–1971), belgischer Autorennfahrer
- Stassel, Ryan (* 1992), US-amerikanischer Snowboarder
- Stassen, Ben (* 1959), belgischer Produzent und Filmregisseur
- Stassen, Franz (1869–1949), deutscher Maler, Zeichner und Illustrator
- Stassen, Glen (1936–2014), US-amerikanischer Ethiker und Theologe
- Stassen, Harold (1907–2001), US-amerikanischer Politiker (Republikaner)
- Stassen, Laurence (* 1971), niederländische Politikerin, MdEP
- Stassen, Lorenz (* 1969), deutscher Schriftsteller
- Stassen, Peter (* 1978), belgischer Musicaldarsteller
- Stassenka, Mikalaj (* 1987), belarussischer Eishockeyspieler
- Stassewitsch, Alexander Arkadjewitsch (* 1953), sowjetisch-russischer Sprinter
- Stassewitsch, Ihar (* 1985), belarussischer Fußballspieler
- Stassforth, Bowen (1926–2019), US-amerikanischer Schwimmer
- Stassi, Fabio (* 1962), italienischer SchriftstellerFabio Stassi (* 1962)

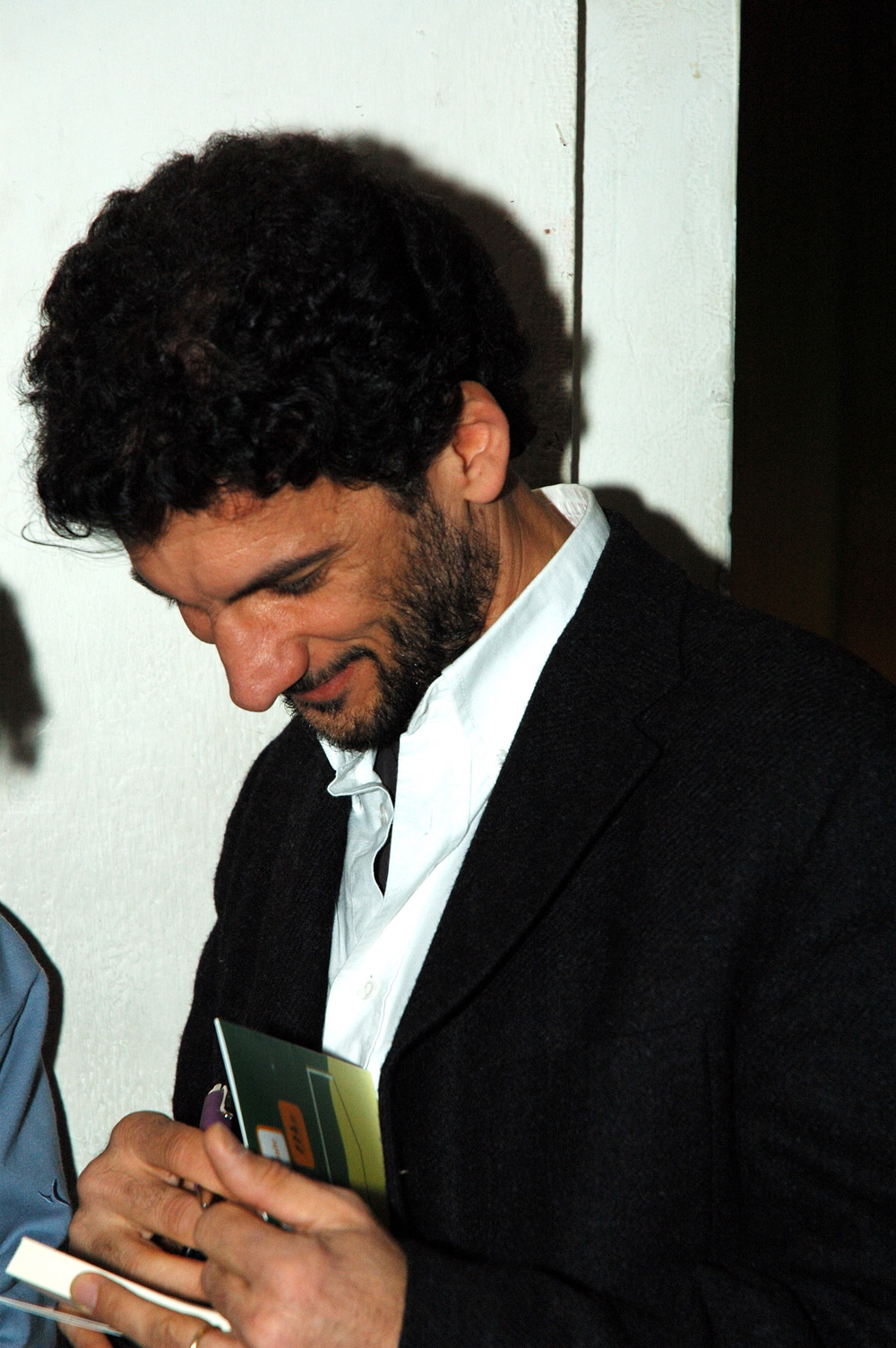
Fabio Stassi (* 1962)

- Stassin, Stéphane (* 1976), belgischer Fußballspieler
- Stassinopoulou, Kristi (* 1956), griechische Sängerin
- Stassinopoulou, Maria A. (* 1961), griechische Neogräzistin
- Stassjuk, Denis Nikolajewitsch (* 1985), russischer Eishockeyspieler
- Stassjuk, Natallja (* 1969), sowjetische und belarussische Rudersportlerin
- Stassow, Dmitri Wassiljewitsch (1828–1918), russischer Jurist
- Stassow, Wassili Petrowitsch (1769–1848), russischer Baumeister
- Stassow, Wladimir Wassiljewitsch (1824–1906), russischer Kunstkritiker
- Stassowa, Jelena Dmitrijewna (1873–1966), russisch-sowjetische Politikerin
- Stassowa, Nadeschda Wassiljewna (1822–1895), russische Frauenrechtlerin

### Stast
- Šťastná, Jarmila (1932–2015), tschechoslowakische Eisschnellläuferin
- Šťastná, Marie (* 1981), tschechische Schriftstellerin
- Šťastný, Andrej (* 1991), slowakischer Eishockeyspieler
- Šťastný, Anton (* 1959), tschechoslowakischer Eishockeyspieler
- Šťastný, Bohuslav (* 1949), tschechoslowakischer Eishockeyspieler
- Stastny, Fritz (1908–1985), deutsch-österreichischer Chemie-Ingenieur und Erfinder
- Šťastný, Leopold (1911–1996), slowakischer Fußballspieler und -trainer
- Šťastný, Marián (* 1953), slowakischer Eishockeyspieler
- Stastny, Paul (* 1985), US-amerikanischer Eishockeyspieler
- Šťastný, Peter (* 1956), slowakischer Eishockeyspieler und Politiker, MdEPPeter Šťastný (* 1956)

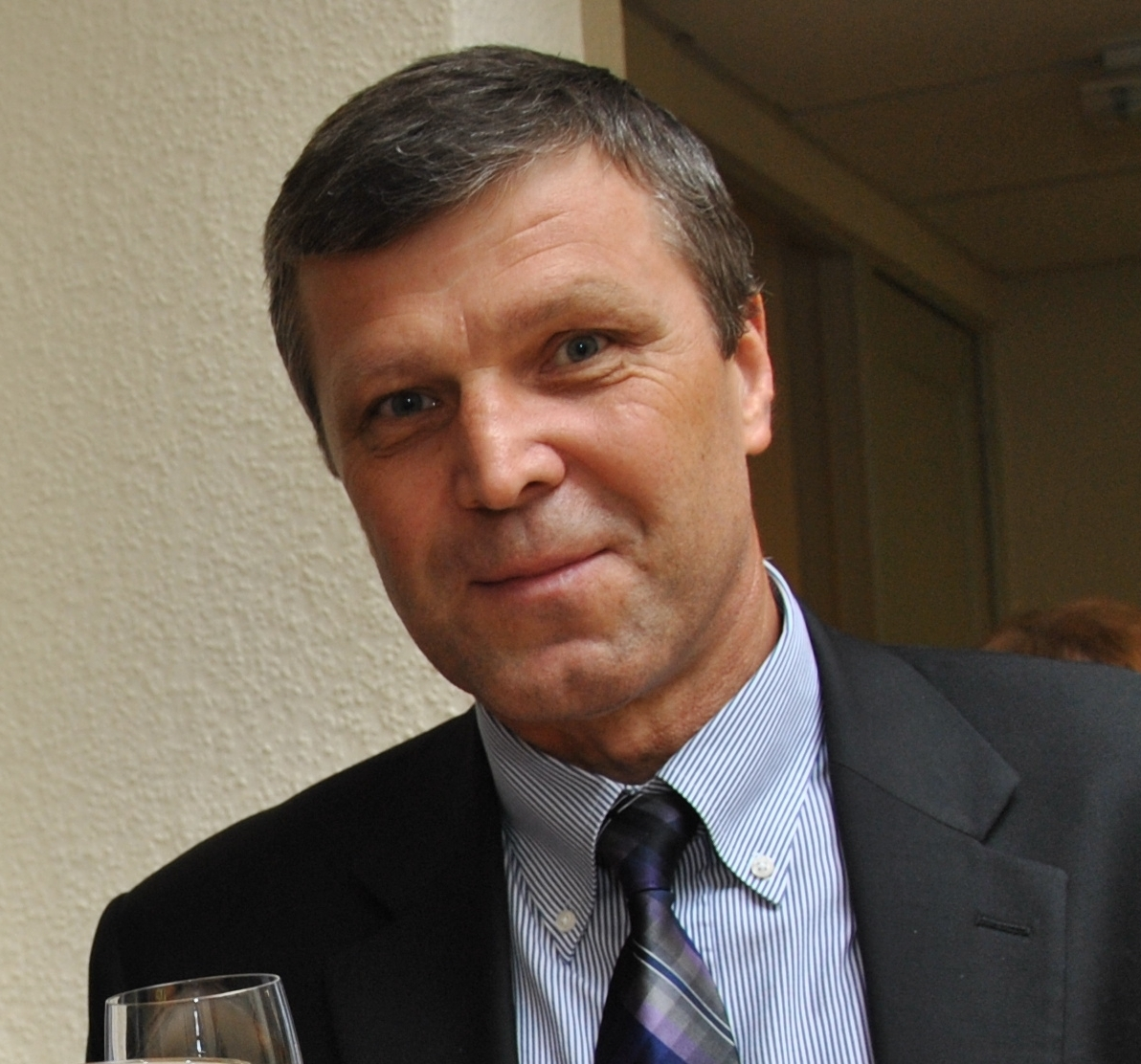
Peter Šťastný (* 1956)

- Šťastný, Tomáš (* 1991), tschechischer E-Sportler
- Stastny, Yan (* 1982), US-amerikanischer Eishockeyspieler

### Stasy
- Stašys, Rimantas (* 1968), litauischer Ökonom, Professor der Kazimieras-Simonavičius-Universität

### Stasz
- Staszak, Karla (* 1941), deutsche Politikerin (SPD), MdL
- Staszak, Ray (* 1962), US-amerikanischer Eishockeyspieler
- Staszak, Włodzimierz (* 1948), polnischer Leichtathlet
- Staszel, Jan (* 1950), polnischer Skilangläufer
- Staszewski, Kazik (* 1963), polnischer Rock- und Punkmusiker
- Staszewski, Schlomo (* 1951), deutscher Infektiologe und HIV-Forscher
- Staszewski, Stefan (1906–1989), polnischer Politiker
- Staszic, Stanisław (1755–1826), polnischer Schriftsteller, Publizist, Politiker und Priester
- Staszko, Martin (* 1976), tschechischer Pokerspieler
- Staszulonek, Ewelina (* 1985), polnische Rennrodlerin